# Rodolfo González

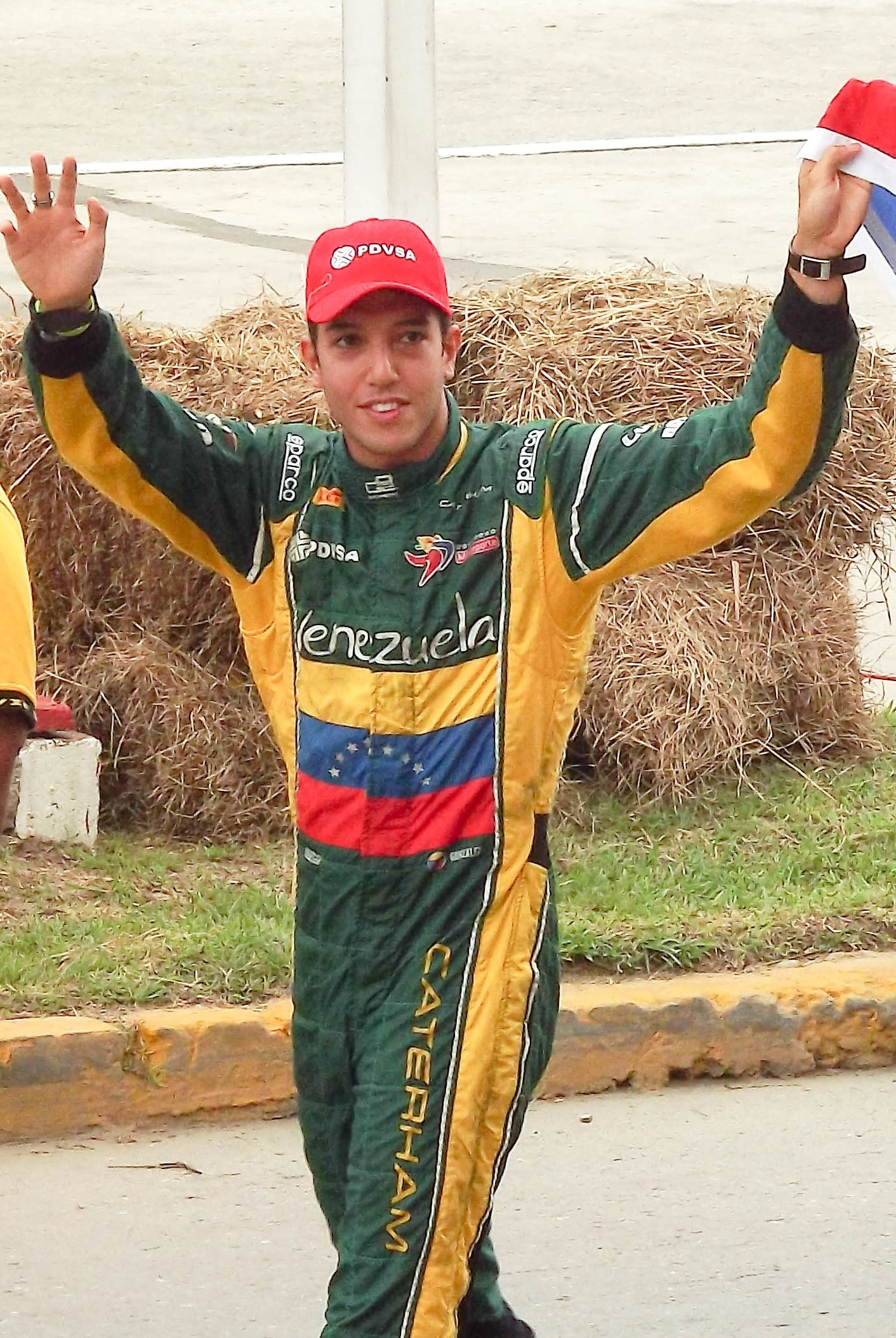
González in 2012

Rodolfo González (Caracas, 14 mei 1986) is een Venezolaans autocoureur die anno 2013 als testcoureur van het Formule 1-team Marussia rijdt.

## Loopbaan
- 2005 - Formule Renault 2.0 Nederland, team Manor Motorsport.
- 2006 - Britse Formule 3 Nationale Klasse, team T-Sport (13 overwinningen, 1ste in eindklassement).
- 2007 - Britse Formule 3, team T-Sport.
- 2008 - Formule 3 Euroseries, team Carlin Motorsport.
- 2008-09 - GP2 Asia Series, team Fisichella Motor Sport International.
- 2009 - GP2 Series, team Trident Racing (2 races).
- 2009 - Euroseries 3000, team Fisichella Motor Sport International (1 overwinning).
- 2009-10 - GP2 Asia Series, teams Arden International en Barwa Addax Team (4 races).
- 2010 - GP2 Series, team Arden International.
- 2011 - GP2 Series, team Trident Racing.
- 2011 - GP2 Asia Series, team Trident Racing.
- 2012 - GP2 Series, team Caterham Racing.
- 2013 - Formule 1, team Marussia (testrijder).

## Formule 1
In 2010 maakte González zijn debuut in een Formule 1-wagen, hij mocht samen met Vladimir Arabadzhiev voor Lotus Racing in actie komen tijdens de Young Driver Tests op het Yas Marina Circuit. In 2012 reed González voor het GP2-team van dit team, dat inmiddels haar naam had veranderd naar Caterham, waar hij ook een aantal tests mocht uitvoeren.
In 2013 is González de officiële testrijder voor het Marussia F1 Team, waar hij ook een aantal vrijdagtrainingen mocht rijden. In de Grand Prix van Bahrein maakte hij zijn debuut in een Formule 1-weekend.

### Totale Formule 1-resultaten
| Seizoen | Inschrijving     | Chassis       | Motor                  | 1   | 2   | 3   | 4      | 5      | 6   | 7   | 8   | 9      | 10  | 11  | 12     | 13  | 14     | 15  | 16  | 17     | 18     | 19     | Pos | Punten |
| ------- | ---------------- | ------------- | ---------------------- | --- | --- | --- | ------ | ------ | --- | --- | --- | ------ | --- | --- | ------ | --- | ------ | --- | --- | ------ | ------ | ------ | --- | ------ |
| 2013    | Marussia F1 Team | Marussia MR02 | Cosworth CA2013 2.4 V8 | AUS | MAL | CHN | BHR TC | ESP TC | MON | CAN | GBR | GER TC | HUN | BEL | ITA TC | SIN | KOR TC | JPN | IND | ABU TC | USA TC | BRA TC | -*  | -*     |

* Seizoen loopt nog.